# Team Galaxy
Team Galaxy is een animatieserie die gemaakt is door Marathon Production. De serie gebruikt 'getekende' 2D-animatie met CG-elementen, en het gaat allemaal over een school genaamd Galaxy High.
Drie jonge studenten proberen hun tienerleven te combineren met hun training om een Space Marshal te worden. Het concept en de animatiestijl is gelijk aan die van Totally Spies en Martin Mystery. De reden hiervoor is dat alle drie de tekenfilms door hetzelfde bedrijf zijn gemaakt.
Team Galaxy is door verschillende televisiestations gekocht, zoals France 3, welke de eerste was en Team Galaxy het eerst uitzond op 28 augustus 2006. In de Verenigde Staten betaalde Cartoon Network Marathon tussen de $16 en $17 miljoen dollar voor alle 26 afleveringen van seizoen 1 en van 26 afleveringen seizoen  2, voor een 'grand première' in de herfst van 2006. Het verscheen ook op de Canadese omroep YTV. In Nederland werd Team Galaxy uitgezonden op Jetix (later Disney XD).

## Hoofdpersonen en bijpersonen
Team Galaxy vertelt het verhaal van drie vrienden die terechtkomen op Galaxy High, een eliteschool die jonge studenten traint voor gevaarlijke missies op planeten hier ver vandaan. Hoewel de drie helden allemaal menselijk zijn, lopen er ook een aantal aliens rond, waarvan een aantal leraren en medestudenten.
- Yoko is een 15-jarige meid met nogal wat gevoel voor karate en wil het liefst popzangeres worden (hoewel de toon nog weleens mis wil slaan), en ziet Galaxy High gewoon als een stap om beroemd te worden.
- Brett is de jongste (10 jaar), maar ook slimste student van Galaxy High. Hij wordt vaak uitgelachen door anderen omdat hij kleiner en jonger is dan de rest, maar bij zijn vrienden voelt hij zich vaak weer helemaal thuis.
- Josh is een 16-jaar oude adrenalinejunkie die op school bekendstaat als de rebel. Als hij in de klas moet zitten, dan het liefst theorie en over de ruimtemissies. Hij is absoluut geen studiebol.
- Fluffy is het schattige ultrahuisdier van Josh dat de drie vrienden altijd helpt als het nodig is.
- Bobby is ook een student op de Galaxyschool. Hij is een uitslover en wil altijd de beste zijn. Hij is de rivaal van Josh.
- Spavid komt van de planeet Merthoz. Hij is aardig en zijn kennis en ervaring zijn onmisbaar voor de Galaxy school.
- Orion en Andromeda beter bekend als de tweeling Ryan (jongen) en Andi (meisje). Ze zijn in de ruimte geboren maar op de Aarde doen ze zich voor als "normale burgers".
- Prinses Kimball is zoals je al aan haar naam kan merken een prinses. Ze is slim, krachtig en ontzettend rijk. Hierdoor is ze een beetje onvriendelijk en kijkt ze vaak neer op de andere studenten.
- Toby is altijd bezig om te bewijzen dat zij de hardste studente is op de campus. Ze wil altijd het middelpunt van de aandacht zijn, en Yoko ergert zich daar aan. Ze wordt door Josh beschreven als het leukste/mooiste en populairste meisje van school.
- Directeur Kirkpatrick hij is de directeur op Galaxy High. En tevens is hij de vader van Josh. Hierdoor heeft Josh vaak een groter probleem als hij iets gedaan heeft dan anderen op school. Echt streng is hij niet, maar hij houdt wel van orde.

## Afleveringen
Seizoen 1
1. The New Recruit
2. Intergalactic Roadtrip
3. Emperor Brett
4. Miss Cosmos
5. Yoko's Secret
6. Shipwrecked
7. When Josh Attacks
8. Brett's Brain
9. Psycho-Cycle
10. Alien Brett
11. Intergalactic Ahoy
12. H2O - NO
13. Conference-tation!
14. Comet Surfing
15. Robot Reboot
16. Mega Moon Mints
17. Dance Dance Elimination
18. How Much is that Human in the Window?
19. Class of 2051
20. Mini Marshals
21. Brett Squared
22. Cosmic Crisis
23. Recycle Rampage!
24. Circus of the Stars deel 1
25. Circus of the Stars deel 2
26. Circus of the Stars deel 3

Seizoen 2
1. Marshal for a Week
2. Space-squatch
3. The Matchmaker
4. Cybercop 4000
5. Planet Goodtimes
6. Dragodor Madness
7. Mr. 6025-A46
8. The Toe is the Foe
9. Adventures in Alien Sitting
10. Yoko-Mania!
11. Star Maps
12. Monkey Business
13. Intergalactic Exchange
14. Super Spavid
15. The Treasure of the Solara Moonray
16. The Belly of the Beast
17. Toy Galaxy
18. Cosmic High
19. Strange Fruit
20. Cool Hands Marshals
21. Trick or Treat
22. Shades of Gray... Matter
23. E-i-e-oh-no
24. Predator Plants From Outer Space deel 1
25. Predator Plants From Outer Space deel 2
26. Predator Plants From Outer Space deel 3

## Informatie over de mensen die eraan hebben gewerkt
- Geproduceerd door: Vincent Chalvon Demersay en David Michel
- Geholpen door: Stephane Berry
- Storyboard: Damien Tromel
- Personen ontworpen door: Eddie Mehong en Fabien Mense
- Ontwerpen mechanica & achtergronden: David Cannoville
- In het oog gehouden door: Eddie Mehong
- Andere animatiestudio: Digital eMation

## Stemmen hoofdpersonen (Verenigde Staten)
- Josh: Kirby Morrow
- Yoko: Katie Griffin
- Brett: Tabitha St. Germain
- Directeur Kirkpatrick: Brian Dobson

## Stemmen Hoofdpersonen (Nederlands)
- Josh: Willem-Jan Stouthart
- Yoko: Kirsten Fennis
- Brett: Sander van der Poel
- Directeur Kirkpatrick: Victor van Swaaij